# Równania równowagi
Równania równowagi – równania opisujące stan równowagi ciała wynikające z faktu, że sumaryczna siła i sumaryczny moment siły działające na ciało są równe 0.
W przestrzeni trójwymiarowej dla punktu materialnego zagadnienie sprowadza się do trzech równań, a dla bryły sztywnej do sześciu  równań - zerowanie się 3 składowych wypadkowej siły i 3 składowych wypadkowego momentu. 
Na płaszczyźnie liczba równań redukuje się do 3 (dwie składowe siły i moment).